# Parafia św. Andrzeja Apostoła w Husowie
Parafia św. Andrzeja Apostoła w Husowie – parafia rzymskokatolicka, znajdująca się w archidiecezji przemyskiej, w dekanacie Łańcut I. 

## Historia
Husów został lokowany pod koniec XIV wieku na prawie niemieckim przez Ottona z Pilczy. W 1443 roku wzmiankowany był już kościół, a przed 1450 rokiem erygowano parafię. W 1624 roku pierwszy kościół spalili Tatarzy i został zamordowany ks. Jakub Wanat. W 1633 roku zbudowano kolejny drewniany kościół z fundacji Anny Ostrogskiej. W 1795 roku kościół został przebudowany.
W latach 1912–1916 zbudowano murowany kościół według projektu arch. Stanisława Majerskiego, który w 1927 roku został poświęcony przez bpa Karola Fischera. W 1922 roku drewniany kościół został rozebrany. Gdy okazało się, że niestabilny grunt spowodował pęknięcia ścian, zdecydowano o budowie nowego kościoła w innym miejscu. W latach 1980–1987 zbudowano obecny kościół, który 7 czerwca 1987 roku został poświęcony przez bpa Ignacego Tokarczuka.
Na terenie parafii jest 1 880 wiernych.
Proboszczowie parafii:
?–1830. ks. Stanisław Frączkowski (administrator).
1830–1935. ks. Jacek Żengel.
1835–1836. ks. Józef Sierżęgiewicz (administrator).
1836–1840. ks. Ignacy Łazowski (administrator).
1840–1841. ks. Marceli Bogucki (administrator excuriendo z Albigowej).
1840–1841. ks. Józef Gurak (administrator).
1841–1845. ks. Marcin Strusiński.
1866. ks. Jakub Woźniakiewicz (administrator).
1866–1880. ks. Aleksander Maciągowski.
1880. ks. Berard Stawowy (administrator).
1880–1893. ks. Leonard Piela.
1893–1905. ks. Piotr Wenc.
1905–1906. ks. Jan Gałuszka (administrator).
1906–1938. ks. Władysław Turkiewicz.
1938–1961. ks. Julian Bąk.
1961–1964. ks. Kazimierz Nawrocki (administrator).
1964– ?. ks. Edward Dręga (administrator)
1973–2006. ks. prał. Zbigniew Ryżowicz.
2015–2020. ks. Tadeusz Urban.
2020– nadal ks. Paweł Konieczny.